# Ochthocharis dicellandroides
Ochthocharis dicellandroides är en tvåhjärtbladig växtart som först beskrevs av Ernest Friedrich Gilg, och fick sitt nu gällande namn av Carlo Hansen och Gerald Ernest Wickens. Ochthocharis dicellandroides ingår i släktet Ochthocharis och familjen Melastomataceae. Inga underarter finns listade i Catalogue of Life.